# Rocky Mountains (musikalbum)
Rocky Mountains är ett studioalbum av det svenska dansbandet Lasse Stefanz, släppt 2012.

## Låtlista
1. Sara Solsken
2. I mina skor
3. En sång från Amerika
4. Heart of Stone
5. Billy Paul
6. Om du vill tala om kärlek
7. Min rödaste ros (Autumn rose)
8. Jag far från Waco
9. Pretend
10. I gädje och sorg
11. Ett litet hur i Skåne
12. Sommar, höst, vinter och vår
13. När natten kommer
14. Oh sha na na na

## Listplaceringar
| Lista (2012) | Topplacering |
| ------------ | ------------ |
| Norge        | 8            |
| Sverige      | 1            |

### Fotnoter
1. 1 2  ”Rocky Mountains”. Ginza musik. 26 februari 2012. Arkiverad från originalet den 25 maj 2012. https://web.archive.org/web/20120525184045/http://www.ginza.se/product/lasse-stefanz/rocky-mountains-2012/11320/. Läst 2 juni 2012.
2. ↑  ”Rocky Mountains”. Svensk mediedatabas. 26 februari 2012. http://smdb.kb.se/catalog/id/002808569. Läst 2 november 2014.
3. ↑  ”Rocky Mountains”. Norwegiancharts. 26 februari 2012. http://norwegiancharts.com/showitem.asp?interpret=Lasse+Stefanz&titel=Rocky+Mountains&cat=a. Läst 7 juni 2012.
4. ↑  ”Rocky Mountains”. Swedishcharts. 26 februari 2012. http://swedishcharts.com/showitem.asp?interpret=Lasse+Stefanz&titel=Rocky+Mountains&cat=a. Läst 7 juni 2012.